# David Marrero
David Marrero Santana (* 8. April 1980 in Las Palmas de Gran Canaria) ist ein spanischer Tennisspieler.

## Karriere
David Marrero gelang sein erster Future-Turniersieg im April 2003 in Chile. Auf dem Weg zum Sieg konnte er unter anderem die späteren Top-100-Spieler Diego Junqueira und Paul Capdeville bezwingen. 2008 gelang es ihm erstmals bei einem Challengerturnier das Finale zu erreichen. Abermals in Chile (La Serena) schaffte er die Qualifikation und musste sich erst im Finale Rubén Ramírez Hidalgo geschlagen geben. Bei den French Open 2008 erreichte er vier Monate später nach überstandener Qualifikation die zweite Runde.
2009 gelang ihm beim Challengerturnier in Monza der erste und bislang einzige Sieg auf dieser Turnierebene im Einzel. Erfolgreicher verlief seine Karriere im Doppel. 13 Challengerturniere konnte er mit 11 unterschiedlichen Doppelpartnern zwischen 2005 und 2010 gewinnen (unter anderem mit Albert Portas und Pablo Cuevas). 2010 schaffte er mit einem Sieg im Doppel beim Challengerturnier in Saint-Brieuc den Sprung unter die Top 100.
Mit Doppelpartner Marc López konnte Marrero in der Saison 2010 seine ersten beiden ATP-Turniere in Estoril und Hamburg gewinnen. 2011 blieb ihm ein Turniersieg verwehrt, obwohl er in insgesamt vier Finals stand. In der Saison 2012 gewann er mit seinem Landsmann Fernando Verdasco vier Titel in Buenos Aires, Acapulco, Umag und Hamburg. Darüber hinaus stand er noch in den Finals von Estoril und Valencia. In der Saison 2013 verteidigte er die Titel von Acapulco und Umag, diesmal an der Seite von Łukasz Kubot bzw. Martin Kližan. Mit Fernando Verdasco gewann er zudem in St. Petersburg. Aufgrund der Finalteilnahme in Shanghai und sieben weiterer Halbfinalteilnahmen im Doppel qualifizierte sich Marrero 2013 für die ATP Finals in London. Mit Fernando Verdasco erreichte er dort das Finale, in welchem sie die auf Position 1 gesetzten Zwillingsbrüder Bob und Mike Bryan in drei knappen Sätzen schlugen. Mit diesem Sieg erreichte er mit Platz 5 seine beste Weltranglistenposition im Doppel.
Im Jahr 2014 gelang ihm kein Titel, doch konnte er mit unterschiedlichen Partnern die Finalpartien in Rio de Janeiro, Houston und Estoril erreichen; in Estoril gelang ihm der gleiche Erfolg auch im Vorjahr. Beim Turnier in Rom gewann Marrero im Mai an der Seite von Pablo Cuevas seinen einzigen Titel bei einem Masters-Turnier. Einen Monat später verlor er mit Cuevas das Finalmatch in Nottingham.
Im Februar 2016 erreichte Marrero mit Pablo Carreño Busta in Brasilien zwei Finalrunden im Doppel in Rio de Janeiro und in São Paulo, die er jedoch beide verlor. Im Juli 2016 holte er sich zwei Doppeltitel. Mit Marcel Granollers gewann er im schwedischen Båstad und mit Martin Kližan war er in Umag siegreich. Nachdem er mit Santiago González zu Beginn 2017 in Buenos Aires das Doppelfinale verloren hatte, erreichte er zum sechsten Mal das Finale in Estoril.
Sein letztes Doppelfinale auf der World Tour erreichte Marrero Anfang 2018 in Rio de Janeiro gemeinsam mit Fernando Verdasco. Im April kam er in Marrakesch ins Halbfinale. Im nachfolgenden Jahr fiel er aus den Top 100 der Doppelrangliste heraus. Er holte seinen letzten Doppeltitel auf der Challenger-Tour im April 2019, als er mit Marcus Daniell in Murcia den Titel gegen Rameez Junaid und Andrej Wassileuski. Auf der World Tour folgten ausschließlich Erstrundenniederlagen, auf der Challenger Tour kam er in diesem Jahr noch in drei Halbfinalrunden der Doppelkonkurrenzen.
Zwischen 2020 und 2023 trat Marrero hauptsächlich in Doppelturnieren auf der ITF- und der Challenger-Tour an. Auf der Challenger-Tour gewann er mit seinen Partnern nur wenige Matches. Im Jahr 2023 erreichte er mit Nicolas Moreno de Alboran das Halbfinale des Challengers von Pozoblanco, was ein größerer Erfolg war, als er in den drei Jahren davor feierte.
2014 wurde David Marrero erstmals für die spanische Davis-Cup-Mannschaft nominiert. Er gab sein Debüt in der ersten Runde gegen Deutschland. Insgesamt spielte er für die Mannschaft 2014 und 2015 in drei Partien drei Doppelmatches, einmal mit Fernando Verdasco und zweimal mit Marc López, die er allesamt verlor.

## Persönliches
Seine jüngere Schwester Marta Marrero war ebenfalls als Tennisprofi aktiv.

## Erfolge
| Legende (Siege in Klammern)                            |
| Grand Slam                                             |
| Tennis Masters Cup / ATP World Tour Finals (1)         |
| ATP Masters Series / ATP World Tour Masters 1000 (1)   |
| ATP International Series Gold / ATP World Tour 500 (5) |
| ATP International Series / ATP World Tour 250 (7)      |
| ATP Challenger Tour (17)                               |

| ATP-Titel nach Belag |
| Hartplatz (2)        |
| Sand (13)            |
| Rasen (0)            |

### Einzel

#### Turniersiege
| Nr. | Datum          | Turnier | Belag     | Finalgegner  | Ergebnis      |
| --- | -------------- | ------- | --------- | ------------ | ------------- |
| 1.  | 12. April 2009 | Monza   | Hartplatz | Antonio Veic | 5:7, 6:4, 6:4 |

### Doppel

#### Turniersiege

##### ATP World Tour
| Nr. | Datum              | Turnier        | Belag         | Partner           | Finalgegner                                    | Ergebnis          |
| --- | ------------------ | -------------- | ------------- | ----------------- | ---------------------------------------------- | ----------------- |
| 1.  | 3. Mai 2010        | Estoril        | Sand          | Marc López        | Pablo Cuevas Marcel Granollers                 | 6:71, 6:4, [10:4] |
| 2.  | 19. Juli 2010      | Hamburg (1)    | Sand          | Marc López        | Jérémy Chardy Paul-Henri Mathieu               | 6:3, 2:6, [10:8]  |
| 3.  | 26. Februar 2012   | Buenos Aires   | Sand          | Fernando Verdasco | Michal Mertiňák André Sá                       | 6:4, 6:4          |
| 4.  | 3. März 2012       | Acapulco (1)   | Sand          | Fernando Verdasco | Marcel Granollers Marc López                   | 6:3, 6:4          |
| 5.  | 14. Juli 2012      | Umag (1)       | Sand          | Fernando Verdasco | Marcel Granollers Marc López                   | 6:3, 7:64         |
| 6.  | 22. Juli 2012      | Hamburg (2)    | Sand          | Fernando Verdasco | Rogério Dutra da Silva Daniel Muñoz de la Nava | 6:4, 6:3          |
| 7.  | 3. März 2013       | Acapulco (2)   | Sand          | Łukasz Kubot      | Fabio Fognini Simone Bolelli                   | 7:5, 6:2          |
| 8.  | 27. Juli 2013      | Umag (2)       | Sand          | Martin Kližan     | Nicholas Monroe Simon Stadler                  | 6:1, 5:7, [10:7]  |
| 9.  | 22. September 2013 | St. Petersburg | Hartplatz (i) | Fernando Verdasco | Dominic Inglot Denis Istomin                   | 7:66, 6:3         |
| 10. | 11. November 2013  | London         | Hartplatz (i) | Fernando Verdasco | Bob Bryan Mike Bryan                           | 7:5, 6:73, [10:7] |
| 11. | 17. Mai 2015       | Rom            | Sand          | Pablo Cuevas      | Marcel Granollers Marc López                   | 6:4, 7:5          |
| 12. | 17. Juli 2016      | Båstad         | Sand          | Marcel Granollers | Marcus Daniell Marcelo Demoliner               | 6:2, 6:3          |
| 13. | 24. Juli 2016      | Umag (3)       | Sand          | Martin Kližan     | Nikola Mektić Antonio Šančić                   | 6:4, 6:2          |
| 14. | 25. Februar 2018   | Rio de Janeiro | Sand          | Fernando Verdasco | Nikola Mektić Alexander Peya                   | 5:7, 7:5, [10:8]  |

##### ATP Challenger Tour
| Nr. | Datum              | Turnier           | Belag    | Partner                 | Finalgegner                              | Ergebnis         |
| --- | ------------------ | ----------------- | -------- | ----------------------- | ---------------------------------------- | ---------------- |
| 1.  | 15. Oktober 2005   | Barcelona         | Sand     | Gabriel Trujillo Soler  | Bart Beks Matwé Middelkoop               | 6:4, 6:4         |
| 2.  | 25. März 2007      | Barletta (1)      | Sand     | Albert Portas           | Alessandro Motti Simone Vagnozzi         | 6:4, 6:4         |
| 3.  | 6. September 2008  | Brașov            | Sand     | Daniel Muñoz de la Nava | Carlos Poch Gradin Pablo Santos González | 6:4, 6:3         |
| 4.  | 12. September 2008 | Sevilla           | Sand     | Pablo Santos González   | Rogério Dutra da Silva Flávio Saretta    | 2:6, 6:2, [10:8] |
| 5.  | 20. September 2008 | Stettin           | Sand     | Dawid Olejniczak        | Łukasz Kubot Oliver Marach               | 7:64, 6:3        |
| 6.  | 22. März 2009      | Caltanissetta (1) | Sand     | Juan Pablo Brzezicki    | Daniele Bracciali Simone Vagnozzi        | 7:65, 6:3        |
| 7.  | 5. April 2009      | Neapel            | Sand     | Pablo Cuevas            | Frank Moser Lukáš Rosol                  | 6:4, 6:3         |
| 8.  | 21. Juni 2009      | Constanța         | Sand     | Adrián García           | Adrian Cruciat Florin Mergea             | 7:65, 6:2        |
| 9.  | 11. Oktober 2009   | Montevideo        | Sand     | Juan Pablo Brzezicki    | Martín Cuevas Pablo Cuevas               | 6:4, 6:4         |
| 10. | 21. März 2010      | Caltanissetta (2) | Sand     | Santiago Ventura        | Uladsimir Ihnazik Martin Kližan          | 7:6, 6:4         |
| 11. | 28. März 2010      | Barletta (2)      | Sand     | Santiago Ventura        | Ilija Bozoljac Daniele Bracciali         | 6:3, 6:3         |
| 12. | 4. April 2010      | Saint-Brieuc      | Sand (i) | Uladsimir Ihnazik       | Brian Battistone Ryler DeHeart           | 4:6, 6:4, [10:5] |
| 13. | 11. April 2010     | Monza             | Sand     | Daniele Bracciali       | Martin Fischer Frederik Nielsen          | 6:3, 6:3         |
| 14. | 5. Juni 2010       | Prostějov         | Sand     | Marcel Granollers       | Johan Brunström Jean-Julien Rojer        | 3:6, 6:4, [10:6] |
| 15. | 2. Oktober 2011    | Madrid            | Sand     | Rubén Ramírez Hidalgo   | Daniel Gimeno Traver Morgan Phillips     | 4:6, 7:6, [11:9] |
| 16. | 13. April 2019     | Murcia            | Sand     | Marcus Daniell          | Rameez Junaid Andrej Wassileuski         | 6:4, 6:4         |

#### Finalteilnahmen
| Nr. | Datum              | Turnier            | Belag         | Partner             | Finalgegner                            | Ergebnis           |
| --- | ------------------ | ------------------ | ------------- | ------------------- | -------------------------------------- | ------------------ |
| 1.  | 1. Mai 2011        | Estoril (1)        | Sand          | Marc López          | Eric Butorac Jean-Julien Rojer         | 3:6, 4:6           |
| 2.  | 21. Mai 2011       | Nizza              | Sand          | Santiago González   | Eric Butorac Jean-Julien Rojer         | 3:6, 4:6           |
| 3.  | 19. September 2011 | Bukarest           | Sand (i)      | Julian Knowle       | Daniele Bracciali Potito Starace       | 6:3, 4:6, [8:10]   |
| 4.  | 23. Oktober 2011   | Moskau             | Hartplatz (i) | Carlos Berlocq      | František Čermák Filip Polášek         | 3:6, 1:6           |
| 5.  | 6. Mai 2012        | Estoril (2)        | Sand          | Julian Knowle       | Aisam-ul-Haq Qureshi Jean-Julien Rojer | 5:7, 5:7           |
| 6.  | 28. Oktober 2012   | Valencia           | Hartplatz (i) | Fernando Verdasco   | Alexander Peya Bruno Soares            | 3:6, 2:6           |
| 7.  | 13. Oktober 2013   | Shanghai           | Hartplatz     | Fernando Verdasco   | Ivan Dodig Marcelo Melo                | 6:72, 7:66, [2:10] |
| 8.  | 23. Februar 2014   | Rio de Janeiro (1) | Sand          | Marcelo Melo        | Juan Sebastián Cabal Robert Farah      | 4:6, 2:6           |
| 9.  | 12. April 2014     | Houston            | Sand          | Fernando Verdasco   | Bob Bryan Mike Bryan                   | 6:4, 4:6, [9:11]   |
| 10. | 4. Mai 2014        | Estoril (3)        | Sand          | Pablo Cuevas        | Santiago González Scott Lipsky         | 3:6, 6:3, [8:10]   |
| 11. | 3. Mai 2015        | Estoril (4)        | Sand          | Marc López          | Treat Huey Scott Lipsky                | 1:6, 4:6           |
| 12. | 27. Juni 2015      | Nottingham         | Rasen         | Pablo Cuevas        | Chris Guccione André Sá                | 2:6, 5:7           |
| 13. | 22. Februar 2016   | Rio de Janeiro (2) | Sand          | Pablo Carreño Busta | Juan Sebastián Cabal Robert Farah      | 6:75, 1:6          |
| 14. | 28. Februar 2016   | São Paulo          | Sand          | Pablo Carreño Busta | Julio Peralta Horacio Zeballos         | 6:4, 1:6, [5:10]   |
| 15. | 19. Februar 2017   | Buenos Aires       | Sand          | Santiago González   | Juan Sebastián Cabal Robert Farah      | 1:6, 4:6           |
| 16. | 7. Mai 2017        | Estoril (5)        | Sand          | Tommy Robredo       | Ryan Harrison Michael Venus            | 5:7, 2:6           |